# Miyoshi Koji
Miyoshi Koji (三好 康児 Miyoshi Kōji, sinh ngày 26 tháng 3 năm 1997 ở Kawasaki, Kanagawa) là một cầu thủ bóng đá người Nhật Bản thi đấu ở vị trí tiề vệ công cho Royal Antwerp ở Giải vô địch quốc gia Bỉ. Anh cũng góp mặt trong đội tuyển Nhật Bản tham dự Giải vô địch bóng đá U-17 thế giới 2013, vào đến tứ kết và chỉ chịu thất bại trước Thụy Điển với tỉ số 2-1.

## Danh hiệu

### Quốc tế
U-19 Nhật Bản
- Giải vô địch bóng đá U-19 châu Á 2016

## Thống kê sự nghiệp câu lạc bộ
Cập nhật đến ngày 28 tháng 12 năm 2018.
| 2015 | Kawasaki Frontale          | J1 League | 3  | 0  | 0 | 0 | 2  | 0 | – | – | – | – | 5  | 0  |
| 2016 | Kawasaki Frontale          | J1 League | 15 | 4  | 5 | 0 | 6  | 0 | – | – | 1 | 0 | 27 | 4  |
| 2017 | Kawasaki Frontale          | J1 League | 13 | 1  | 1 | 0 | 2  | 2 | 4 | 0 | 0 | 0 | 20 | 3  |
| 2018 | Hokkaido Consadole Sapporo | J1 League | 26 | 3  | 2 | 1 | 0  | 0 | – | – | – | – | 28 | 4  |
| 2019 | Yokohama F. Marinos        | J1 League | 13 | 3  | 0 | 0 | 0  | 0 | – | – | – | – | 13 | 3  |
| Tổng | Tổng                       | Tổng      | 70 | 11 | 8 | 1 | 10 | 2 | 4 | 0 | 1 | 0 | 93 | 14 |

### Đội tuyển quốc gia
| Đội tuyển bóng đá Nhật Bản | Đội tuyển bóng đá Nhật Bản | Đội tuyển bóng đá Nhật Bản |
| Năm                        | Trận                       | Bàn                        |
| -------------------------- | -------------------------- | -------------------------- |
| 2019                       | 3                          | 2                          |
| 2020                       | 2                          | 0                          |
| Tổng cộng                  | 5                          | 2                          |

## Giải vô địch bóng đá U-17 thế giới statistics
| Thành tích câu lạc bộ | Thành tích câu lạc bộ | Thành tích câu lạc bộ                   | Giải đấu | Giải đấu  |          |
| Mùa giải              | Câu lạc bộ            | Giải vô địch                            | Số trận  | Bàn thắng |          |
| Giải đấu              | Giải đấu              | Giải đấu                                | Giải đấu | Giải đấu  | Giải đấu |
| --------------------- | --------------------- | --------------------------------------- | -------- | --------- | -------- |
| 2013                  | Nhật Bản              | Giải vô địch bóng đá U-17 thế giới 2013 | 3        | 0         |          |
| Tổng                  | Tổng                  | Tổng                                    | 3        | 0         |          |

### Bàn thắng quốc tế
| #  | Ngày                | Địa điểm                              | Đối thủ | Bàn thắng | Kết quả | Giải đấu          |
| -- | ------------------- | ------------------------------------- | ------- | --------- | ------- | ----------------- |
| 1. | 20 tháng 6 năm 2019 | Arena do Grêmio, Porto Alegre, Brasil | Uruguay | 1–0       | 2–2     | Copa América 2019 |
| 2. | 20 tháng 6 năm 2019 | Arena do Grêmio, Porto Alegre, Brasil | Uruguay | 2–1       | 2–2     | Copa América 2019 |